# 阿卢米姆
阿盧米姆（直译：「青年」），是一座位於以色列南部區內蓋夫沙漠西北部，靠近加沙地帶的基布茲。其屬於斯多特內蓋夫地區委員會的管轄範圍。2021年，人口為531人。

## 歷史
阿盧米姆基布茲是一座位於以色列—埃及邊境的定居點，由一群來自納哈爾加林猶太人的阿基瓦之子成員在1966年建立。1940年代，這片土地原本是宗教基布茲運動佔有，但後來被貝羅特伊扎克基布茲所使用。不過，該基布茲在1948年阿拉伯-以色列戰爭中遭到破壞，只好遷移到別處。
該基布茲後來還吸收了其他納哈爾的成員，還有一些來自世界阿基瓦之子的外國移民。這些外國移民中，英國人佔了最多。現在，阿盧米姆共有140多人，大概是70戶人家。大約20%的成員是來自英國的移民。
阿盧米姆基布茲的小孩讀到9年級時，就要去薩阿德基布茲的達阿特學區讀書。
2023年10月7日，哈瑪斯和傑哈德對以色列發動阿克薩洪水行動，其入侵阿盧米姆時進行一場屠殺。當時，有30多名哈瑪斯武裝分子入侵阿盧米姆，他們意圖殺死和綁架那裡的以色列人。他們先是殺了19名泰國和尼泊爾外勞，又抓了8名外勞當人質，基布茲的安全人員跟他們展開了激烈的戰鬥，並成功阻止武裝份子入侵基布茲平民區。還有兩名從貝爾謝巴趕來支援的兄弟陣亡。最後，除1名哈瑪斯入侵者被逮捕外，其餘入侵者都被擊斃。

## 經濟
阿盧米姆的經濟依賴於農業和旅遊業。其一直堅持基布茲的公社生活模式。每名成員的津貼都是按照自己的實際需要（比如家庭人數，孩子年紀等）來分配的，與他們的工作沒有關係。他們也不會因為工作而拿到額外的錢。像是在餐廳服務，夜間值班，週末擠牛奶等工作都是按照輪值制安排的。他們種植和賣出各種有機農產品，像是胡蘿蔔、馬鈴薯、甘藷，還有牛油果，雞肉，辣椒。基布茲還有一個賓館，裏面有22套自帶設施的公寓。